# Station Drzewoszewo
Station Drzewoszewo is een spoorwegstation in de Poolse plaats Drzewoszewo.